# 伊達善
伊達善，CMG，LVO，QPM，CPM（英語：Edward Caston Eates；1916年4月8日—2012年3月29日），英國籍警長，生於倫敦巴特錫，於1967至1969年出任香港警務處處長，期間領導香港警隊成功平息六七暴動。

## 二戰參軍
伊達善生於1916年英國倫敦，畢業後在英國政府當公務員，於1939年第二次世界大戰爆發時加入英國軍隊；翌年，他參與了在埃及西部沙漠爆發的幾場重要戰役；1944年，他隨軍隊參與了諾曼第戰役，然而出征荷蘭。

## 加入英國警察
1946年，伊達善加入了英國殖民地警隊，首先被派往駐守尼日利亞；後來，他調動駐守於塞拉利昂，並且獲得頒發殖民地警察勞績獎章。1957年，伊達善被委任為岡比亞警務處處長，因為表現出色，獲得頒發女皇警察獎章。1961年，英女皇伊利莎白二世訪問岡比亞，伊達善在保安任務上表現卓越，獲得頒發維多利亞中尉勳章。

## 香港警察生涯
1963年，伊達善要求調職至香港警務處，其後獲得委任為警務處助理處長，出任港島總區指揮官。1966年，伊達善獲委任為警務處副處長。

### 出任警務處處長
1967年年初，香港親中國共產黨的人士在澳門親共勢力在一二·三事件成功奪權及中國文化大革命的影響下，香港的親共團體在香港工委及新華社香港分社指揮下策動顛覆港英政府的暴動，並且組成由楊光領導的鬥委會。1967年7月時任警務處處長戴磊華突然以健康為理由退休，由伊達善接任處長一職。暴動最初由罷工及示威開始，港共暴徒其後縱火燒巴士、政府辦事處及搶掠，7月演變為街頭炸彈襲擊浪潮，港共份子在港九新界放置及投擲土製炸彈，並且發生暗殺（燒死林彬及林光海），以至槍戰（包括沙頭角槍戰等）。

### 領導警隊平息暴動
六七暴動期間，所有警務人員取消休假候命出動，多次與暴徒對峙，執行防暴和拘捕等警務行動，伊達善親自走訪各區，為前線警務人員打氣。暴動進行的8個月間，最少造成10名警務人員殉職，212名人員受傷；與此同時亦有1,936人被檢控。鬥委會在這場恐怖活動於香港街頭及大眾運輸設施放置及投擲大量土製炸彈，在半年間涉及的真假炸彈多達8,074件，當中有1,167枚真炸彈。香港警務處在六七暴動中，面對港共連串炸彈襲擊、搶槍及以利器施襲都展現出忠誠勇毅的表現，成功打擊港共恐怖活動，於同年12月將暴亂平息，備受讚賞，英女皇伊利沙伯二世為了表揚其在是次事件中所作出的防暴貢獻，於1969年4月授予皇家名銜，成為皇家香港警務處，為英聯邦5支擁有皇家稱號的警隊之一。同時，由雅麗珊郡主出任警務處和輔助警察隊的榮譽總監；伊達善亦獲得頒授聖米迦勒及聖喬治勳章。

## 離任香港警隊後
1969年，伊達善離任警務處處長，返回英國後在外交及聯邦事務部工作。
1976年，伊達善正式退休，與妻子在英格蘭德文郡享受退休生活。1987年，其妻辭世。2012年3月29日，伊達善於英國辭逝，享年95歲。

## 個人生活
伊達善於1941年與Maureen McGee結婚。
| 前任： 戴磊華 | 香港警務處處長 1967年-1969年 | 繼任： 薛畿輔 |

## 荣誉
- 英国
  -  殖民地警察勞績獎章 (CPM) (1946)
  -  女皇警察獎章 (QPM) (1957)
  -  皇家维多利亚官佐 (1961)
  -  聖米迦勒及聖喬治勳章 (CMG) (1969)

## 相關參見
- 香港警察歷史